# Frizijščina
Frizijščina (Frysk) je skupina germanskih jezikov. Govori jo okoli 500.000 ljudi na Nizozemskem in v Nemčiji, natančneje v  Friziji, v okolici Groningena ter v deželah Spodnja Saška in Schleswig-Holstein. Frizijščina je podobna nizki nemščini, nizozemščini, angleščini in danščini.
Obstajajo tri različne veje frizijščine, ki jih običajno imenujemo frizijski jeziki, kljub dejstvu, da njihova tako imenovana narečja pogosto niso medsebojno razumljiva niti znotraj teh vej. Te veje so: Zahodna frizijščina, ki je daleč najbolj govorjena od teh treh in je uradni jezik v nizozemski provinci Friziji, kjer se govori na celini in na dveh zahodnofrizijskih otokih: Terschelling in Schiermonnikoog. Govorijo ga tudi v štirih vaseh v zahodnem okraju v sosednji provinci Groningenu. Druga veja, severna frizijščina, se govori v najsevernejšem nemškem okrožju Severna Frizija v deželi Schleswig-Holstein: na severnofrizijskem kopnem in na severnofrizijskih otokih Sylt, Föhr, Amrum, in Halligs. Govorijo ga tudi na otokih Heligoland v Severnem morju. Tretja veja frizijščine, vzhodna frizijščina, ima samo eno preostalo različico, saterfrizijščino, ki se govori v občini Saterland v spodnjesaškem okraju Cloppenburg. Štiri saterlandske vasi, obdane z barji, ležijo na zunanji meji Vzhodne Frizije, v regiji Oldenburg Münsterland. V ožji Vzhodni Friziji se danes govori vzhodnofrizijska spodnjasaksonščina, ki ni frizijski jezik, temveč različica nizke nemščine/spodnje saščine.
Odvisno od njihove lokacije je na frizijske jezike močno vplivala nizozemščina in nizka nemščina, ki so jima podobni, poleg tega pa ima severnafrizijščina tudi danski jezikovni substrat.

## Primer teksta v frizijščini

##### Oče naš
Us Heit, dy't yn de himelen is

jins namme wurde hillige.

Jins keninkryk komme.

Jins wollen barre,

allyk yn 'e himel

sa ek op ierde.

Jou ús hjoed ús deistich brea.

En ferjou ús ús skulden,

allyk ek wy ferjouwe ús skuldners.

En lied ús net yn fersiking,

mar ferlos ús fan 'e kweade.

[Want Jowes is it keninkryk en de krêft

en de hearlikheid oant yn ivichheid.] Amen.

## Fraze v frizijščini
Omniglot, fraze v zahodni frizijščini